# Russische Badmintonföderationsmeisterschaft 2009
Die Russische Badmintonföderationsmeisterschaft 2009 wurde vom 10. bis zum 13. November 2009 in Kaluga ausgetragen. Sieger wurde das Team aus Moskau.

## Endstand
- 1. Moskau
- 2. Region Primorje
- 3. Sankt Petersburg
- 4. Oblast Samara
- 5. Oblast Moskau
- 6. Oblast Nischni Nowgorod
- 7. Oblast Kaluga
- 8. Oblast Murmansk

## Finale
- Moskau – Region Primorje 3:1

## Spiel um Platz 3
- Sankt Petersburg – Oblast Samara 3:2